# Cù lao Đất
Cù lao Đất nằm giữa cửa sông Hàm Luông thuộc ấp An Bình, xã An Hiệp, huyện Ba Tri, tỉnh Bến Tre.
Cù lao Đất có diện tích 2,20 km² với khoảng gồm 1.152 người. Người dân cù lao sống bằng nghề nông như trồng lúa, mía,... và nuôi tôm, đánh bắt thủy sản trên sông Hàm Luông. Cù lao này được gọi là cù lao "4 không" gồm có không điện, không nước sạch, không trường học, không cơ sở y tế.
Cù lao Đất có diện tích tự nhiên 218 ha, trong đó đất sản xuất nông nghiệp 84 ha, 71,53 ha nuôi trồng thủy sản. Ấp An Bình có 242 hộ và 1.051 nhân khẩu.